# 北京人艺戏剧专门学校
北京人艺戏剧专门学校（简称“剧专”）是1922年设立的中国第一所现代戏剧高等学校。

## 历史
1922年9月由人艺社员蒲伯英、陈大悲、汪仲贤、陈晴皋发起创办。校董事会成员：鲁迅、周作人、蓝公武、林长民、汪仲贤、林卜琳、陈晴皋、杨太空、梁启超、费觉天、孙几伊、徐半梅、王章祜、罗纶、孙伏园、蹇念益。1922年10月24日，校董事会举定蒲伯英为校长，设话剧系、歌剧系。校款为蒲伯英私人捐赠。1922年11月14日、15日招考话剧科男生45名，其中前20名为内班，后25名为外班不可住校。内班学生有张蓝璞（张寒晖）、谢兴（章泯）、王光汉（王泊生）等。1922年11月22日入学典礼，校址北京南横街一百一十号。学制3年。陈大悲任教务长。1922年12月14日招收插班生12名（主要招女生，但报名者寥寥）。1923年1月终于招入唯一女生吴瑞燕（女高师附小教员，秘密入学，未敢在报纸上公开）。剧专学生流动性极大，这部分是因为不收学费、膳食费、住宿费，因而成了贫寒学生的中转过渡机会。
主要课程有西洋戏剧史、英文、美学、发音术、剧本朗读法、心理的修炼、剧本实习、动作法、编剧术、布景术、艺术的装饰法、雄辩术、音乐原理、跳舞、武技、戏剧文学、现代思潮、艺术学纲要等。表演技术课大多由陈大悲担任。
1923年5月19日，蒲伯英出资十余万元建造的北京新明剧场作首次实习公演《英雄与美人》，试行对号入座办法，改进了剧场管理；由于角色数量，只有张蓝璞（张寒晖）、吴瑞燕、王光汉（王泊生）等几人得到出演机会。至1923年11月24日共演出19次。剧目内容介于文明戏、爱美剧（英文 Amateur 的音译，意为非职业戏剧，不以营利为目的）与现代话剧之间，不新不旧。
1923年12月，张蓝璞（张寒晖）、吴瑞燕、王光汉（王泊生）等26名学生闹学潮指责陈大悲的教学、排演以及与女生恋爱；徐公美等15名学生未参与。随即蒲伯英开除26名学生，在新闻风潮中停办该校。至1924年6月学生星散。1924年暑假后蒲伯英另起炉灶开办进群大学。
被开除的26名学生组成“廿六剧学社”，1924年5、6月天津北洋大学抗议风潮时演丁西林的《一只马蜂》、万籁天的《三个条件》等新文学运动剧目。陈大悲向法院起诉廿六剧学社“公然侮辱”罪，法院判决象征性赔偿7元钱。